# Musa của Parthia
Musa là hoàng hậu của đế quốc Parthia từ khoảng năm 2 TCN đến năm 4 CN. Bà được gọi là Thermusa bởi Josephus và còn được gọi là Thea Urania (Astarte). Bà vốn là một người thiếp được vị Hoàng đế La Mã Augustus (27 TCN - 14) tặng cho vua Phraates IV của Parthia (37-2 TCN). Vào khoảng thời gian này, Augustus đã thu hồi được các biểu tượng đại bàng (Aquilae) vốn bị Marcus Licinius Crassus đánh mất trong trận Carrhae vào năm 53 TCN.
Phraates IV đã vô cùng sủng ái bà; người con trai Phraates V của bà (năm 2 TCN - 4 CN), thường được gọi là Phraataces, đã được ông phong làm thái tử. Bà còn thuyết phục Phraates IV đưa những con trai khác của ông đến Rome để làm con tin. Sau khi đã loại bỏ tất cả các đối thủ cản đường, bà và Phraataces đã đầu độc nhà vua và cướp ngôi vào năm 2 TCN. Họ đã xuất hiện cùng nhau trên những đồng tiền xu của mình, và dường như cả hai đã đồng cai trị.
Josephus đã ghi lại rằng Musa sau đó kết hôn với Phraates V, và điều này là thực sự là một điều không thể chấp nhận được đối với người Parthia, họ đã nổi loạn và lật đổ cả hau, rồi đưa Orodes III lên ngôi vua (ông ta chỉ cai trị một thời gian ngắn vào năm 6).